# Das Privileg
Das Privileg este un film german din 2022 regizat de Felix Fuchssteiner și Katharina Schöne, scris de Felix Fuchssteiner, Sebastian Niemann, Katharina Schöde, Eckhard Vollmar, Max Schimmelpfennig, Lise Risom Olsen și Caroline Hartig. A fost lansat pe platforma Netflix la 9 februarie 2022.

## Distribuția filmului
- Lise Risom Olsen ca Yvonne Bergmann
- Caroline Hartig ca Anna
- Roman Knizka
- Nadeshda Brennicke
- Mike Hoffmann
- Janina Agnes Schröder
- Swetlana Schönfeld
- Dieter Bach ca Agent Trondthal
- Jan Andreesen
- Christine Rollar
- Laurenz Wiegand ca Sanitäter / Notarzt
- Christof Düro as Polizist
- Leonas Sielaff
- Tijan Marei ca Samira